# Superkup Hrvatske u odbojci za muškarce
Superkup Hrvatske u odbojci za muškarce je odbojkaško natjecanje za klubove u Hrvatskoj u muškoj seniorskoj konkurenciji, a organizira ga Hrvatska odbojkaška udruga. 
 Superkup se počeo igrati 2016. godine, a u njemu sudjeluju dva najbolja kluba iz državnog prvenstva i kupa.

## Završnice
| godina | mjesto       | pobjednik                | rezultat | setovi                     | poraženi                               |
| ------ | ------------ | ------------------------ | -------- | -------------------------- | -------------------------------------- |
| 2016.  | Kaštel Stari | Mladost Zagreb           | 3:1      | 27:25, 29:31, 25:20, 27:25 | Mladost Ribola Kaštela (Kaštel Lukšić) |
| 2017.  | Kaštel Stari | Mladost Proenergy Zagreb | 3:1      | 25:19, 21:25, 25:19, 25:15 | Mladost Ribola Kaštela (Kaštel Lukšić) |

## Poveznice
- Hrvatska odbojkaška udruga
- Prvenstvo Hrvatske u odbojci
- Kup Hrvatske u odbojci
- Superkup Hrvatske u odbojci za žene